# Karl Friedrich Kunz
Karl Friedrich Kunz (* 26. Mai 1904 in  Herzogswalde, Kreis Mohrungen (Ostpreußen); † 18. Januar 1969 in Berlin-Kladow) war ein deutscher Maler.

## Leben
Kunz war das 12. Kind eines Stellmachers. Ab 1920 erhielt er von Fritz Pfuhle in Danzig Malunterricht. Mit ihm verband ihn eine lebenslange Freundschaft. 1925 konnte er den verschuldeten elterlichen Hof zurückzukaufen. Nach einem Studienjahr in Dresden wurde er 1927 in seinem Heimatort ansässig. Dort malte er die Landschaften Masurens und des ostpreußischen Oberlandes. Oft war er in Pillkoppen und Nidden. 1935 bereiste er die Kanarischen Inseln, Nordafrika und Italien. 1936 heiratete er Ilse Kirsch. In der Schlacht um Ostpreußen verlor er alle seine Werke. Mit seiner Familie floh er nach Dresden, wo sie die Luftangriffe auf Dresden überlebte. In West-Berlin machte er sich an den Neuanfang. Zuletzt lebte er in seinem Haus in Kladow. Karl Kunz war Mitglied im Deutschen Künstlerbund.

## Ausstellungen
In einer Ausstellung zeigte das Ostpreußische Landesmuseum im Frühjahr 2008 Bilder von Kunz.